# 邱子傲
邱子傲（1998年8月30日—），中国男子游泳运动员，2015年世界青年游泳锦标赛男子400米自由泳铜牌得主、2016年亚洲游泳锦标赛男子1500米自由泳和男子4×200米自由泳接力银牌得主、男子400米自由泳铜牌得主、2018年亚洲运动会男子4×200米自由泳接力银牌得主。